# Rolls-Royce Trent 700
El Rolls-Royce Trent 700 és un motor aeronàutic turboventilador d'alt índex de derivació, fabricat per la companyia britànica Rolls Royce plc a partir del motor RB211. És la primera variant de la família de motors Trent, s'espera al fet que s'usi el motor en els nous Airbus Beluga XL.

## Variants
Trent 768-60
Certificat el gener de 1994, ofereix un empenyiment de 300 kN a l'enlairament. Emprat en la variant Airbus A330-341.
Trent 772-60
Certificat al març de 1994, ofereix una potència de 71,100 lbf (316 kN) a l'enlairament. Emprat en la variant Airbus A330-342.
Trent 772B-60
Certificat al setembre de 1997, ofereix una potència de 71,100 lbf (316 kN) a l'enlairament, i genera potència a majors de la variant 772-60 quan es troba entre els 610 m (2,000ft) i 2440m (8,000ft). Emprat en les variants Airbus A330-243 i Airbus A330-343.
Trent 772C-60
Certificat al març de 2007, ofereix una potència de 71,100 lbf (316 kN) a l'enlairament, i genera potència a majors de la variant 772B-60 per sobre dels 2440m (8,000ft). S'empra en les variants A330-243X i Airbus A330-343X.